# Jリーグオフィシャル書籍
Jリーグオフィシャル書籍は、日本プロサッカーリーグ（Jリーグ）が毎年発行する同リーグ公認のガイドブックである。

## 1992-1998年
この当時はJリーグのオフィシャルスポンサー企業であったことから小学館から発行していた。1992年のJリーグヤマザキナビスコカップの開幕当初から1995年度の第2ステージ（NICOSシリーズ）までは、各ステージごとに刊行していた。1996年度からは年1回の発行となる。
- Jリーグオフィシャルガイド　Jリーグ各チームの戦力分析、カラー写真名鑑、試合日程表、スタジアムガイド、読み物（Jリーグ各チームのホームタウン紹介など）、前年度公式記録などを掲載した。
- 別冊Jリーグオフィシャルガイド　Jリーグ選手名鑑　こちらは試合会場に携帯することができるようにポケットサイズで作成した書籍で、各チームのカラー選手名鑑、スタジアムガイドを掲載した。

なお1994年から1996年には前年度の記録をまとめた「Jリーグ年鑑・公式記録集」が出版されたが小学館発行のものはその後廃止された。しかし1998年にJリーグ直売（販売場所も試合会場などごく限られた）で記録集「1998 Jリーグイヤーブック」が出版された。

## 1999年-2012年
小学館がJリーグのスポンサーから撤退した1999年以後はJリーグが発行し、発売出版社は当初は2-3年おきのペースで交代する形になり、1999年~2001年は トランスアート、2002年と2003年は NTT出版 が担当していた。
その後2004年と2005年はコナミメディアエンタテインメント、2006年はコナミ（コナミメディアエンタテインメントがコナミ本体に吸収合併されたため）、2007年はコナミデジタルエンタテインメント（書籍部門が再独立）から発売されている。2004年以後コナミ系列の出版社発売になったのは、コナミがJリーグオフィシャルスポンサーに就任したことによる。これに伴って内容も大幅に一新された。
2011年はJリーグ百年構想パートナーの朝日新聞グループの出版社で、サッカー関連の書籍・雑誌を数多く出版する「朝日新聞出版」に発売元が移動し、「アサヒオリジナル」というムック名で発売された。これに伴い、書店・Jリーグ試合会場のほか、朝日新聞の新聞販売店「ASA」でも取り扱いされることになった。
- Jリーグイヤーブック（Jリーグ公式記録集）　オールオフセット。表紙カラーは赤色。当年度のJリーグ各チームの登録選手名簿、前年度公式戦各種記録（各クラスのリーグ戦、Jリーグカップ、天皇杯全日本サッカー選手権大会の全試合の詳細な試合結果も収録）、歴代のリーグ戦成績、歴代出場登録選手のライフタイム成績を収録した記録集。
- Jリーグオフィシャルファンズガイド　表紙カラーは緑色。オールカラーグラビアを採用し、チェアマンインタビュー、試合日程表、各チームの選手名鑑、ユニフォームやスタジアムのCGグラフィック、スタジアムガイド、前年度公式戦写真ダイジェスト、AFCチャンピオンズリーグ特集などを掲載している。2011年の朝日新聞出版への移動に伴い、サイズをワイド化した。その際スタジアムグラフィックは廃止されたが、その分選手の名鑑データを充実させている。またJ's GOAL監修を取り付け、同ウェブの記者によるコラム・チーム紹介も載せている。
  - なおスタジアム紹介では、複数の競技場を本拠地とするクラブは、主に使われる競技場[1] をチーム別の項目に載せてある。試合開催がないものの本拠地登録されているスタジアムもいくつか収録されていたが、2011年では本拠地でも非開催となる競技場<さいたま市駒場スタジアム、市原緑地運動公園臨海競技場、新潟市陸上競技場>は割愛となった。
  - また、2012年の版では女優の足立梨花（Jリーグ特命PR部女子マネジャー）がそれぞれのホームスタジアムの見所について紹介したコラムが巻末のスタジアム紹介欄に掲載されている。

## 2013年度以後
- 2013年度からは朝日新聞出版からのものが「イヤーブック」のみ（2015年より朝日新聞出版が撤退し、Jリーグ直売のネット通販のみとなった[2]）となり、「ファンズガイド」は休刊となった。
- ぴあJリーグ観戦ガイド　朝日版「ファンズガイド」に代わって、Jリーグオフィシャルチケットパートナー・チケットぴあを運営する書籍会社・ぴあが「ぴあJリーグ観戦ガイド」を出版（発行・発売）し、J's GOAL監修記事やスタジアム紹介などもこちらに移譲している[3]。
  - 今回はホームタウンのグルメ・観光情報に重きを置いたことから、選手紹介は前年までのカラー名鑑ではなく一覧のみ（ただし、各クラブごとに注目選手1名について紹介したコーナーがある）になった他、スタジアムの紹介もメインで使用するホームスタジアムのみ[1] となり、サブホームを含む地方競技場の紹介が割愛された。
  - なお2014年度版以後はJ1・J2は前年に続いて選手名簿を掲載しているが、J3については選手名簿は掲載していない。
  - 2015年度からはJ’s GOALがJリーグ公式サイトとの統合で廃止[4] されたため、サッカー専門新聞「エル・ゴラッソ」（発行・スクワッド）が監修に加わった[5]。

### 関連雑誌
観戦ガイドとは別に、ぴあでは2015年4月から、事実上のJリーグ公認雑誌として「FOOTBALL PEOPLE」と題したムック本を発売している。同雑誌では、毎回特定のJクラブを1クラブ取り上げ、そのクラブの経営に携わる人物・団体、地域との結びつきを中心にした「サッカーカルチャーマガジン」と位置付けている。これまでに鹿島アントラーズ、浦和レッドダイヤモンズ、川崎フロンターレ、横浜F・マリノス（2015年7月現在）を特集した内容が発売されている。
さらに同年8月から同趣旨の公認雑誌として「日本サッカー応援本・J.FOOTBALL DAYS」を創刊させた。 こちらは「ワンテーマで日本のサッカーを語り尽くす」をテーマとしたもので、日本サッカーの抱える様々な問題点を洗い出すものとなっている。